# Карл Фердинанд Австрийский
Карл Фердинанд (нем. Karl Ferdinand von Österreich; 29 июля 1818, Вена — 20 ноября 1874, Жидлоховице) — эрцгерцог Австрийский из тешинской ветви дома Габсбург-Лотарингских. Второй сын знаменитого полководца герцога Тешенского Карла Людвига Иоганна и Генриетты Нассау-Вейльбургской. Генерал кавалерии (7 ноября 1860).

## Биография
Начал военную карьеру в 57-м пехотном полку в Брно. Позже получил под командование бригаду в Италии, боролся против повстанцев в Праге в 1848 году. В 1859 году воевал в Моравии и Силезии и вернулся в Брно в 1860 году. Носил с 7 октября 1844 звание фельдмаршал-лейтенанта австрийской армии.
22 июня 1842 года был награждён орденом Св. Андрея Первозванного.

## Семья
18 апреля 1854 года в Вене Карл Фердинанд женился на эрцгерцогине Елизавете Франциске, дочери эрцгерцога Иосифа и вдове эрцгерцога Фердинанда Австрийского-Эсте, герцога Модены. Когда Карл Фердинанд умер, его детей в 1874 году усыновил его брат, фельдмаршал эрцгерцог Альбрехт.
Дети:
- Франц Иосиф (1855)
- Фридрих (1856—1936), главнокомандующий австро-венгерской армией во время Первой мировой войны;
- Мария Кристина (1858—1929), супруга короля Испании Альфонса XII;
- Карл Стефан (1860—1933), гросс-адмирал;
- Евгений (1863—1954), великий магистр Тевтонского ордена;
- Мария Элеонора (1864).